# Альбрехт Фрідріх Карлович
Альбрехт Фрідріх (Федір) Карлович (нар. 1.01.1800 р., Ченстохова, Польща – 31.03.1871 р., Харків) — лікар, педагог, статський радник, професор, декан медичного факультету Імператорського Харківського університету.

## Біографія
Альбрехт Фрідріх (Федір) Карлович народився 1 січня 1800 р. в сім’ї міщан. 
До 1820 року навчався у Кенігсгутте (тепер Хожув, Польща), у гірському училищі. Медичну освіту здобув, закінчивши медичний факультет в Дерптському університеті, де у 1825 році захистив докторську дисертацію з проблем діагностики шкірних інфекцій «De diagnosi esthonicae leprae cutaneae» та був удостоєний звання доктора медицини.
Трудова діяльність Федора Карловича почалась з призначення повітовим лікарем у м. Юхнов, Смоленської губернії, з 1827 р. був призначений ординатором Одеської міської лікарні. Альбрехт брав активну участь в наданні допомоги пораненим бійцям у військовому госпіталі, а також у боротьбі з епідемією чуми в Одесі, за що був удостоєний ордена Святої Анни 3-го ступеня і діамантовим перстнем. У 1835 р. займає посаду інспектора Одеської лікарської управи. У цьому ж році заснував благодійну лікарню.
Влітку 1837 р., за рекомендацією А. Блюменталя та згоди попечителя округу графа Ю. Головкіна, відбулось балотування Альбрехта Ф. К. на посаду професора терапевтії в Харківському університеті, яке виявилося незадовільним для нового керівника. Обрання таки відбулося у липні 1838 р., у жовтні цього ж року Ф.К. Альбрехт приступив до роботи в клініці. 
У 1844 р. за дорученням ради Федір Карлович був відряджений до Москви з метою вивчити та застосувати в Харківському університеті всі новаціі.
Співтовариство університету високо цінувало професійні якості професора Альбрехта. Свідоцтвом того є те, що після обов’язкової 25-річної служби міністр народної освіти, за клопотанням піклувальника навчального округу і ради професорів, двічі продовжував Фрідріху Карловичу термін служби в університеті на 5 років. Саме в цей період він обирався деканом медичного факультету. У серпні 1868 року статський радник Альбрехт Фрідріх Карлович був звільнений зі служби в званні заслуженого професора.
Помер Ф.К. Альбрехт 31 березня 1871 року у Харкові.

## Наукова та педагогічна діяльність
Ф.К. Альбрехт читав клінічні лекції, викладав семіотику, вів практичні заняття в клініці для студентів 3-го курсу. За часи завідування професора Альбрехта Ф.К. вперше стали складатися історії хвороби. Він доклав зусиль для поліпшення внутрішнього розпорядку в клініці, стежив за появою новацій в клінічному викладанні.

## Напрацювання
- «De peste orientali, tractatus» — «Трактат про східні хвороби» (1843),
- «Про цілющу силу Слов’янських мінеральних озер» (1846),
- «Популярне повчання про лікування холери» (1847),
- «De entero typho» — «Про черевний тиф», промова на честь відкриття Харківського університету (січень 1859)[3]

## Нагороди та звання
- орден Св. Анни 3 ст. (1829),
- орден Св. Станіслава 2 ст.,
- золота медаль на Олександрівській стрічці[4],
- відзнаки за бездоганну службу,
- чин статського радника (1840),
- заслужений професор (1868).